# Árabe chadiano
El árabe chadiano es un dialecto del árabe que se habla principalmente en Chad, pero también en Camerún, República Centroafricana, Níger y Nigeria.
Según estimaciones del año 2006, el total de hablantes del árabe chadiano era de 1.139.000 personas, de las cuales lo hablaban en Chad 896.000 personas. Las regiones de este país donde se habla son Salamat, Ouaddaï, Wadi Fira, centro y oeste de Batha, gran parte de Chari-Baguirmi, Mayo-Kebbi y norte de Tandjilé. En Camerún lo hablaban en 2007 unas 75.000 personas en el norte. En Níger lo hablaban en 1998 unas 5.000 personas en el este. En Nigeria lo hablaban en 1973 unas 100.000 personas en Borno, Dikwa, Konduga, Ngala, Bama, Yobe y a lo largo de las rutas de la trashumancia.
Otros nombres que se le dan son árabe choa, chowa, árabe del Chad, shua y suwa; en francés l'arabe du Tchad, y en inglés Chad arabic. En Camerún, Níger y Nigeria lo llaman shuwa.
Los dialectos dependen de si los hablantes son nómadas o sedentarios, campesinos o urbanos, y de las rutas de migración. En algunas zonas del sur, como en Mayo-Kebbi se habla una variante llamada árabe bongor. 

## Fuente
- ethnologue.com

- Datos: Q56497